# Киселёва, Екатерина Сергеевна (баскетболистка)
Екатерина Сергеевна Киселёва (в девичестве Кубынина; род. 17 февраля 1992) — российская баскетболистка.

## Биография
До 14 лет занималась баскетболом в ижевской СДЮШОР № 3. Первый тренер — Наталья Николаевна Абаева. Затем переехала в Санкт-Петербург к Кире Тржескал. Под её руководством играла в «Спартаке-2». Долгое время выступала Суперлиге за столичную «Глорию». С 2016 года провела 135 матчей в Премьер-Лиге за «Казаночку», ногинский «Спартак» и «Спарту энд К».
В июне 2024 года, после пропуска сезона из-за семейных обстоятельств, заключила контракт с ивановской «Энергией» из Суперлиги. Вместе с ней завоевала серебро чемпионата Суперлиги и Кубка Д.Я. Берлина. В августе 2025 года стало известно, что разыгрывающая по семейным обстоятельствам закончила играть.

### В сборной
В 2011 году в составе резервной сборной России разыгрывающая приняла участие в Чемпионате мира (U20) в Чили. Ранее вместе с национальной командой она играла на юниорских Чемпионатах Европы.

## Достижения
- Серебряный призёр Суперлиги (2): 2010/11, 2024/25[6].
- Бронзовый призёр Суперлиги (1): 2009/10.
- Финалист Кубка Д. Я. Берлина (1): 2024[7].